# Kimberly-Clark
Kimberly-Clark Corporation er en amerikansk multinational producent af produkter indenfor personlig pleje og hygiejne. Deres produkter omfatter primært papirprodukter og medicinsk udstyr. Kimberly-Clark's brands inkluderer Kleenex, Kotex, Cottonelle, Scott, Andrex, Wypall, KimWipes og Huggies.
Virksomheden blev etableret i Wisconsin i 1872 og flyttede i 1985 hovedkvarteret til Irving i Texas. I 2020 havde de 40.000 ansatte.